# Abdus Salam

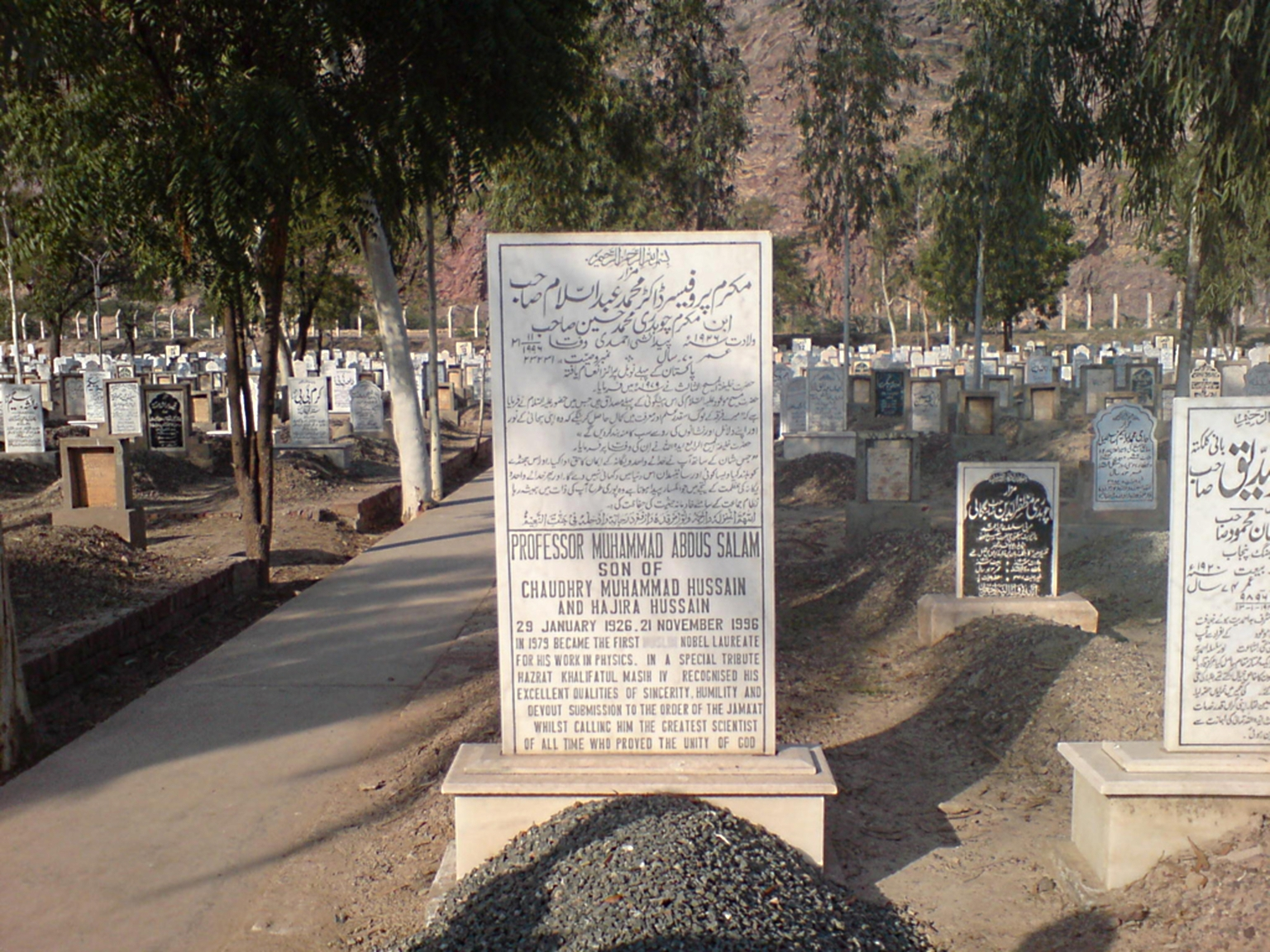
Grób Abdusa Salama – na nagrobku wyryto napis: „First Muslim Nobel Laureate” („Pierwszy muzułmański laureat Nagrody Nobla”), jednak fanatycy zniszczyli wyraz „Muslim”uwaga1.

Abdus Salam (ur. 29 stycznia 1926 w Jhang, zm. 21 listopada 1996 w Oksfordzie) – pakistański fizyk teoretyk, noblista, profesor fizyki teoretycznej w Imperial College London, założyciel i dyrektor International Centre for Theoretical Physics (ICTP) w Trieście. Zasłynął głównie w fizyce cząstek elementarnych – jako współtwórca teorii oddziaływań elektrosłabych obok Weinberga i Glashowa, z którymi otrzymał za to Nagrodę Nobla w dziedzinie fizyki w 1979.

## Życiorys

### Pochodzenie i wykształcenie
Ojciec Abdusa Salama był urzędnikiem w Wydziale Edukacji w ubogim rolniczym regionie. Abdus Salam jako czternastolatek przystąpił do egzaminu wstępnego na University of the Punjab i uzyskał na nim najwyższy wynik w historii uczelni. Uzyskał stypendium, które pozwoliło mu na podjęcie studiów w Government College na University of the Punjab (obecnie Government College University, Lahore). Studia ukończył w 1946, uzyskując tytuł MA. W tym samym roku wyjechał na stypendium do St John’s College, wchodzącego w skład University of Cambridge. Tam w 1949 uzyskał stopień BA w dziedzinie matematyki i fizyki.

### Praca naukowa
W 1950 został wyróżniony Smith's Prize, nagrodą przyznawaną przez University of Cambridge osobom przed doktoratem, za wybitny wkład w dziedzinie fizyki. Stopień doktora fizyki teoretycznej uzyskał w 1952; jego rozprawa dotyczyła elektrodynamiki kwantowej.
W 1951 wrócił do Pakistanu, aby wykładać matematykę w Government College; rok później objął stanowisko kierownika Zakładu Matematyki na University of the Punjab. W 1954 opuścił Pakistan i ponownie wyjechał do Cambridge, gdzie w 1957 został profesorem fizyki teoretycznej na Imperial College London. Stanowisko to łączył z funkcją dyrektora International Centre for Theoretical Physics (ICTP) w Trieście, którego był współzałożycielem.
Abdus Salam za pomocą hipotetycznych równań opisał zależności pomiędzy siłą elektromagnetyczną a oddziaływaniami słabymi. Postulował istnienie cząstek elementarnych, takich jak Bozon W czy Bozon Z. Do podobnych wniosków doszli Sheldon Lee Glashow oraz Steven Weinberg, którzy stosowali inne metody badawcze. Istnienie tych bozonów zostało potwierdzone przez eksperymenty prowadzone w CERN w 1983.
Od 1966 blisko współpracował z gen. Władysławem Turowiczem, komendantem pakistańskiego Space & Upper Atmosphere Research Committee (SUPARCO), przy rozwijaniu programu rakietowego i kosmicznego (satelity, astronauci). Brał również udział w rozwoju pakistańskiego programu nuklearnego.
Nagrodę Nobla otrzymał w 1979, wraz z Sheldonem Lee Glashowem i Stevenem Weinbergiem, za niezależne prace nad jednolitą teorią wzajemnego słabego i elektromagnetycznego oddziaływania cząstek elementarnych. Był pierwszym muzułmańskim i pakistańskim laureatem Nagrody Nobla. Otrzymał również wiele innych honorowych tytułów oraz wysokich odznaczeń, m.in. status członka zagranicznego PAN (1985). Laureat Medalu Copleya.

### Śmierć
Po śmierci, spowodowanej chorobą Parkinsona, jego ciało zostało przetransportowane do Rabwah w Pendżabie i tam złożone w pobliżu grobu rodziców.

## Wyróżnienia

### Odznaczenia
Salama odznaczyło kilka krajów Azji, Europy i Ameryki Południowej:

- 1959: Order Pakistanu[8]
- 1979: Order Imtiaz (Pakistan)
- 1980: Order Niepodległości (Jordania)[8]
- 1980: Order Andrésa Bella (Wenezuela)[8]
- 1980: Krzyż Wielki Orderu Zasługi Republiki Włoskiej (Włochy)[8]
- 1989: Honorowy Rycerz Komandor Orderu Imperium Brytyjskiego (Wielka Brytania)[8]
- 1994: Krzyż Wielki Orderu Zasługi Naukowej (Brazylia)[10]

### Doktoraty honorowe
Tytuł doktora honoris causa przyznało mu ponad 40 uczelni z pięciu kontynentów – Azji, Europy, Afryki i obu Ameryk. Jego nazwisko znajduje się na liście uczelni, które przyznały ten tytuł, zamieszczonej na stronie internetowej Komitetu Noblowskiego:

- 1957: University of the Punjab, Lahaur (Pakistan)
- 1971: Uniwersytet Edynburski (Wielka Brytania)
- 1979: Università degli Studi di Trieste (Włochy)
- 1979: University of Islamabad (Pakistan)
- 1980: Universidad Nacional de Ingeniería w Limie (Peru)
- 1980: Uniwersytet Świętego Marka w Limie (Peru)
- 1980: Universidad Nacional de San Antonio Abad del Cusco (Peru)
- 1980: Universidad Simón Bolívar w Caracas (Wenezuela)
- 1980: Yarmouk University w Irbidzie (Jordania)
- 1980: Uniwersytet Stambulski (Turcja)
- 1981: Guru Nanak Dev University w Amritsarze (Indie)
- 1981: Muslim University w Aligarh (Indie)
- 1981: Banaras Hindu University w Waranasi (Indie)
- 1981: University of Chittagong (Bangladesz)
- 1981: Uniwersytet Wrocławski (28 maja[11])
- 1981: University of Bristol (Wielka Brytania)
- 1981: University of Maiduguri (Nigeria)
- 1982: Uniwersytet Filipiński
- 1983: Uniwersytet Chartumski (Sudan)
- 1983: Uniwersytet Complutense w Madrycie (Hiszpania)
- 1984: City College of New York (USA)
- 1984: University of Nairobi (Kenia)
- 1985: Universidad Nacional de Cuyo w Mendozie (Argentyna)
- 1985: Universidad Nacional de La Plata (Argentyna)
- 1985: University of Cambridge (Wielka Brytania)
- 1985: Uniwersytet w Göteborgu (Szwecja)
- 1986: Uniwersytet Sofijski im. św. Klemensa z Ochrydy (Bułgaria)
- 1986: Uniwersytet w Glasgow (Wielka Brytania)
- 1986: University of Science and Technology w Hefei (Chiny)
- 1986: City, University of London (Wielka Brytania)
- 1987: Panjab University w Czandigarh (Indie)
- 1987: Medicina Alternativa Institute w Kolombo (Sri Lanka)
- 1987: National University of Benin w Kotonu (Benin)
- 1987: University of Exeter (Wielka Brytania)
- 1988: Uniwersytet w Gandawie (Belgia)
- 1990: Bendel State University w Ekpomie (Nigeria)
- 1990: Uniwersytet Ghany (Ghana)
- 1991: University of Warwick (Wielka Brytania)
- 1991: Université Cheikh Anta Diop w Dakarze (Senegal)
- 1991: Universidad Nacional de Tucumán w San Miguel de Tucumán (Argentyna)
- 1992: University of Lagos (Nigeria)